# Онайда (Теннессі)
Онайда (англ. Oneida) — місто (англ. town) в США, в окрузі Скотт штату Теннессі. Населення — 3787 осіб (2020).

## Географія
Онайда розташована за координатами 36°31′3″ пн. ш. 84°30′33″ зх. д. / 36.51750° пн. ш. 84.50917° зх. д. (36.517368, -84.509218).  За даними Бюро перепису населення США в 2010 році місто мало площу 24,58 км², з яких 24,21 км² — суходіл та 0,38 км² — водойми.

## Демографія
Згідно з переписом 2010 року, у місті мешкали 3752 особи в 1599 домогосподарствах у складі 994 родин. Густота населення становила 153 особи/км².  Було 1819 помешкань (74/км²).
Расовий склад населення:
| - 97,7 % — білих - 0,2 % — азіатів - 0,1 % — корінних американців |

До двох чи більше рас належало 1,5 %. Частка іспаномовних становила 0,9 % від усіх жителів.
За віковим діапазоном населення розподілялося таким чином: 25,5 % — особи молодші 18 років, 57,3 % — особи у віці 18—64 років, 17,2 % — особи у віці 65 років та старші. Медіана віку мешканця становила 39,4 року. На 100 осіб жіночої статі у місті припадало 84,3 чоловіків;  на 100 жінок у віці від 18 років та старших — 80,4 чоловіків також старших 18 років.
Середній дохід на одне домашнє господарство  становив 48 237 доларів США (медіана — 29 786), а середній дохід на одну сім'ю — 62 040 доларів (медіана — 45 901). Медіана доходів становила 41 927 доларів для чоловіків та 40 479 доларів для жінок. За межею бідності перебувало 29,9 % осіб, у тому числі 34,0 % дітей у віці до 18 років та 14,9 % осіб у віці 65 років та старших.
Цивільне працевлаштоване населення становило 1146 осіб. Основні галузі зайнятості: освіта, охорона здоров'я та соціальна допомога — 45,0 %, роздрібна торгівля — 10,1 %, транспорт — 7,9 %, мистецтво, розваги та відпочинок — 7,2 %.